# Baculonistria
Baculonistria é um género de bicho-pau pertencentes à família Phasmatidae, com registos da China.

## Espécies
Baculonistria inclui as seguintes espécies:
1. Baculonistria alba (Chen & He, 1990)
2. Baculonistria chinensis (Brunner von Wattenwyl, 1907)
3. Baculonistria magna (Brunner von Wattenwyl, 1907)